# (36915) 2000 SP195
2000 SP195 (asteroide 36915) é um asteroide da cintura principal. Possui uma excentricidade de 0.11155870 e uma inclinação de 3.16324º.
Este asteroide foi descoberto no dia 24 de setembro de 2000 por LINEAR em Socorro.